# Marianne Polderman-Kortekaas
Marianne Polderman-Kortekaas (15 oktober 1947) is een Nederlands voormalig paralympisch zwemster en atlete. Ze is visueel beperkt en werd bij de Zomerspelen ingedeeld in de categorie voor blinden (visually impaired).

## Jeugd
In haar jeugd ging Kortekaas naar gewone scholen. Ze speelde volleybal totdat ze moest stoppen, omdat haar zicht steeds slechter werd. Pas nadat ze haar diploma had gehaald voor de ULO, ging ze als zeventienjarige naar een revalidatiecentrum en kwam ze in de wereld van de visueel gehandicapte mensen terecht. Op school had ze al vijf zwemdiploma's behaald, maar ze stopte met zwemmen, omdat de zwembaden voor haar te vol waren.

## Zwemmen in Toronto 1976
In 1975 hoorde Kortekaas dat er in Arnhem een gehandicaptensportvereniging was. Ze ging zwemmen en werd gevraagd om aan wedstrijden mee te doen. Dat was even wennen. Ze vond zichzelf helemaal niet zo'n snelle zwemster, maar ging met rasse schreden vooruit.
In 1976 nam Kortekaas namens Nederland deel aan de Paralympische Zomerspelen in Toronto, waar ze twee gouden medailles won op de 100 meter vrije slag en schoolslag, en een zilveren medaille op de 100 meter rugslag. Ze vond dat ze daarmee mazzel had, omdat ze bij de vrouwen niet zoveel tegenstand had als bij de mannen.

## Atletiek in Arnhem 1980
Nadat ze met Ronald Polderman trouwde, stapte ze over op atletiek. Zo konden ze samen, lekker in de frisse buitenlucht, trainen bij zijn vereniging DEM in Beverwijk. Bij het zwemmen stond de langeduur centraal, maar nu ging het meer om kracht en souplesse. Daardoor was ze in het weekend niet meer zo moe en afgepeigerd, en dat was beter voor haar relatie.
In 1980 nam Polderman-Kortekaas als atlete deel aan de spelen in Arnhem. Ditmaal won ze een gouden medaille bij het kogelstoten en twee zilveren medailles bij het speerwerpen en discuswerpen. Bij het verspringen sprong ze zoals gebruikelijk uit stand en kwam daarmee het verst. Deze prestatie werd afgekeurd na protest van een ander land, omdat ze op de spelen kennelijk een aanloop had moeten nemen. Dit wist ze zelf niet en haar begeleiding kwam niet voor haar op.

## Beleving van de spelen
In vergelijking met 2012 waren de spelen nog niet professioneel. De begeleiding was 'klungelwerk' en de atleten deden de sport gewoon naast het dagelijkse werk. Er werden dus geen topprestaties geleverd zoals we nu gewend zijn. Doordat ze in 1980 de eerste medaille voor Nederland won, kreeg Polderman-Kortekaas wel wat aandacht van de media. De atleten waren echter niet zo blij met de manier waarop bijvoorbeeld Mart Smeets met de spelen omging, want hij was nogal sceptisch en nam het niet echt serieus.
Polderman-Kortekaas had goede herinneringen aan de spelen van Toronto. De groepssfeer was positief en opbouwend. Het team stond onder leiding van een oud-militair die strikt en prestatiegericht was, en voor iedereen aandacht had. Er werd veel meer samen gedaan dan in Arnhem. Daar was geen groepsgevoel, geen eenheid en sommige atleten sliepen liever thuis dan in het "Olympisch dorp" te blijven. De begeleiding had niet voor iedereen aandacht en dat zorgde voor verdeeldheid. Sommige atleten waren jaloers dat zij nog wel een klein beetje kon zien. De sfeer was zo slecht dat de coach en sommige teamgenoten niet eens de kleine moeite namen om te feliciteren bij goede prestaties. Het is geen wonder dat dit haar laatste spelen waren.

## Hoofdrol in documentaire
In 2020 stond het echtpaar Ronald en Marianne Polderman centraal in de 2Doc documentaire Op de tast, Tussen verbeelding en herinnering. De kijker maakt kennis met de dagelijkse uitdagingen van hun oude woonplaats Amsterdam en hun verhuizing naar een woonzorgcentrum voor blinden en slechtzienden. Woonzorgcentrum Het schild ligt in Wolfheze. Het ligt op steenworp afstand van Sportcentrum Papendal, waar Polderman-Kortekaas opnieuw Paralympisch kampioene werd.

## Onderscheidingen
- Polderman-Kortekaas werd in 2023 benoemd tot Lid in de Orde van Oranje-Nassau.[5][6]
- In 2018 kreeg ze de Speld van Verdienste van Gehandicaptensport Nederland.[7]

## Uitslagen

### Zwemmen Paralympische Zomerspelen Toronto 1976
| Plaats | Afstand          | Tijd    |
| ------ | ---------------- | ------- |
| Goud   | 100 m vrije slag | 1:36.97 |
| Goud   | 100 m schoolslag | 1:48.07 |
| Zilver | 100 m rugslag    | 1:57.84 |

### Atletiek Paralympische Zomerspelen Arnhem 1980
| Plaats | Discipline   | Afstand |
| ------ | ------------ | ------- |
| Goud   | Kogelstoten  | 7,44 m  |
| Zilver | Speerwerpen  | 16,56 m |
| Zilver | Discuswerpen | 22,41 m |
| 4      | Hoogspringen | 0,90 m  |